# سلمان بن عبد المحسن العلي
سلمان بن عبد المحسن بن عبد الله آل علي (1300 - 29 ذو الحجة 1359) (1883 - 27 يناير 1941) فقيه جعفري وشاعر سعودي. ولد في قرية القارة في الأحساء ونشأ بها في عائلة من آل الفضل. تلقى دروسه الأولية في الأحساء، ثم درس بمدينة النجف على علمائها. عاد إلى الأحساء في 1915. شغل منصب الوكيل الديني في الأحساء والبحرين. رجع إلى النجف مرة أخرى في 1933، ودرس بها خمسة أعوام، وبعد عودته الثانية من النجف أصبح مرشدًا دينيًا بالبحرين من 1938 حتى وفاته. ضاع معظم شعره.

## سيرته
هو سلمان بن عبد المحسن بن عبد الله بن ناصر آل علي، ينتهي نسبه إلى الفضل بن ربيعة جد قبيلة الفضول، وآل علي من الأسر العلمية الدينية في الأحساء وقد برز منهم عدد من كبار العلماء منهم عمران السليم.

ولد سلمان العلي في قرية القارة بالأحساء في إمارة نجد حدود سنة 1300 هـ ونشأ بها. تلقى فيها دروسه الأولية وبعد أن تزوج هاجر إلى النجف لتحصيل العلوم الدينية فيها في عام 1320 هـ/ 1902 م، وقضى فيها أربعة عشر عامًا أنهى دروس المقدمات والسطوح الفقه الجعفري والأصول. ثم رجع إلى مسقط رأسه لأداء وظائفه الدينة عام 1334 هـ/ 1916 م.

وبعد 18 عامًا قضاها في الأحساء كزعيمًا دينيًا ذهب إلى النجف مرة أخرى في عام 1352 هـ/ 1933 م، وحضر فيها أبحاث عدد من كبار الفقهاء، منهم محمد رضا آل ياسين وناصر الأحسائي وبقي بها خمس سنوات. كف بصره وحصل له مشاكل ومضايات أدت إلى إيداعه السجن بعضة أيام في المملكة العراقية، وفي سنة 1357 هـ/ 1938 م غادر النجف إلى وطنه فنزل في طريقه دولة البحرين فطلب منه بعض أهلها البقاء عندهم ليكون إمامًا ومرشدًا، فاستجاب وكان له في البحرين دور مهم في الإرشاد والخطابة لأكثر من سنتين حيث توفي في 1359 هـ/ 1941م.

## وفاته
قبل وفاته بثلاثة أشهر غادر البحرين إلى مسقط رأسه بلدة القارة، وتوفي بها في آخر يوم من ذو الحجة 1359/ 27 يناير 1941 عن عمر يناهز ستين عامًا. وشيع في الأحساء ودفن في مقبرة القارة. خلف من الأبناء ثلاثة هم محمد حسن وعبد الحميد وأحمد تقي.

## شعره
له شعر كثير في مناسبات دينية مختلفة وفي شأن أهل البيت و الأئمة الاثنا عشر ورثاء العلماء، ذهب معظمه وضاع. «نظم مصنوع، يدور في المعاني المحفوظة، والتعبيرات المتداولة في شعر». ومن شعره قصيدة أنشدها في عيد الغدير تبلغ 40 بيتًا لم يبق منها سوى هذه الأبيات: